# Valdemora
Valdemora – gmina w Hiszpanii, w prowincji León, w Kastylii i León, o powierzchni 13,4 km². W 2011 roku gmina liczyła 85 mieszkańców.